# Хэй, бро!
«Хэй, бро!» (вариант: HEY BRO!) — российский документальный фильм Александра Элькана 2018 года.

## Сюжет
В центре сюжета — наблюдение за современными молодыми людьми. Марку — 18 лет, Кириллу — за 20. Они знакомы всего несколько недель, но уже успели стать лучшими друзьями. Их интересы — это девушки, танцы, cloud-рэп и катание на скейтборде.
Условно фильм можно разделить на две части. В первой показана жизнь подростков в Москве, во второй — их путешествие в Крыму.

## Творческая история

#### Замысел
Режиссёр картины, Александр Элькан, о замысле:
Я учился в киношколе Разбежкиной [Школа документального кино и театра Марины Разбежкиной и Михаила Угарова] и вел дневник, где много фантазировал про того героя, которого хотел бы снять. Я сразу держал в уме такую вот уличную тусовку, потому что я сам большую часть жизни — на скейте и роликах, и многое об этом знаю. Вообще, у меня было две крайности: или это, или история про дауншифтинг, какой-нибудь монастырь в Бахчисарае. Потом подумал, что в монастырь ехать скучно. И занялся радикальным сюжетом про героев на грани жизни и смерти.

#### Герои
Режиссёр картины, Александр Элькан, о героях:
<...> на станции я встретил Марка. Марк всегда дико стильно выглядит, и тогда на нем была крутая джинсовка, как у американского рэпера, и он стоял со скейтом. К тому же, он на четверть черный, у него выбритые виски и мини-афро. Я подумал: крутой чувак, и просто начал его снимать. А потом подбежал Кирилл, и сразу начался тот экшен, который мы видим в фильме.

## Оценка
Алёна Бочарова, Искусство кино: «Хей, бро с первых сцен десантирует зрителя в самый эпицентр приключений, вращений героев. Грубая лирика рэпера Фейса — на полную громкость; поцелуй взасос — так близко, что чувствуется дыхание; танцы — девичья попа крупным планом заходится в тверке; водка — из горла и на спор. С первых секунд нам обещают путешествие по закоулкам новой реальности русского поколения Y — тех, кто родился на излёте 90-х. <...> Режиссёр <...> исследует их мир, примеряя их оптику, акцентируя их лексику и ритм. Возможно, кто-то назовёт их бездельниками. Но в фильме они всегда при деле. У них полно юношеских занятий. <...> Герои «Хей, бро» <...> не представляют хоть какую-то внятную социальную группу. Их социальный код намеренно неоднозначен: они не хипстеры и не студенты, не модники и не фрики, не ушедшие в отрыв дети из хороших семей и не пацаны с неблагополучных окраин. Они — образ молодости как таковой и поколения, чья практика — повседневность — воспринимается универсальной. <...>»